# Anthony Rouault
Anthony Rouault (Villeneuve-sur-Lot, 29 mei 2001) is een Frans voetballer die doorgaans speelt als centrale verdediger. In februari 2025 verruilde hij VfB Stuttgart voor Stade Rennais.

## Clubcarrière
Rouault speelde in de jeugd van Saint Colomb en Marmande en kwam in 2016 in de jeugdopleiding van Toulouse terecht. Bij deze club speelde hij in het seizoen 2019/20 voor de beloften, waarna hij in het najaar bij het eerste elftal werd gehaald. Op 17 oktober 2020 maakte de centrumverdediger zijn professionele debuut, toen in de Ligue 2 met 0–1 gewonnen werd in het Stade François Coty op bezoek bij Ajaccio door een benutte strafschop van Stijn Spierings. Rouault mocht van coach Patrice Garande in de basisopstelling beginnen en hij speelde het gehele duel mee. Zijn eerste doelpunt volgde aan het begin van het seizoen erna, op 31 juli 2021 in het Stade Marcel Picot op bezoek bij Nancy. Na doelpunten van Rhys Healey en Ruben Gabrielsen zorgde hij vier minuten voor rust op aangeven van Branco van den Boomen voor de derde treffer. Healey besliste de uitslag later op 0–4. Twee weken na zijn eerste doelpunt tekende hij een nieuw contract bij de club, tot medio 2024. Aan het einde van het seizoen 2021/22 pakte Rouault met Toulouse de titel in de Ligue 2, waarmee promotie naar het hoogste niveau behaald werd. De verdediger werd ook verkozen in het team van het jaar van de competitie. Het jaar na de promotie won hij met Toulouse ook de Coupe de France.
In augustus 2023 nam VfB Stuttgart hem op huurbasis over, met een optie tot koop. Stuttgart plaatste zich aan het einde van het seizoen voor de UEFA Champions League de optie in het verhuurcontract werd gelicht. Rouault verkaste voor circa drie miljoen euro naar Stuttgart en tekende daar een contract voor drie jaar. Een half seizoen na zijn definitieve komst naar Duitsland keerde Rouault terug naar Frankrijk; Stade Rennais betaalde zo'n dertien miljoen euro over zijn overgang en contracteerde hem voor vierenhalf jaar.

## Clubstatistieken
| Seizoen | Club            | Competitie | Competitie | Competitie | Beker | Beker | Internationaal | Internationaal | Totaal | Totaal |
| Seizoen | Club            | Competitie | Wed.       | Dlp.       | Wed.  | Dlp.  | Wed.           | Dlp.           | Wed.   | Dlp.   |
| ------- | --------------- | ---------- | ---------- | ---------- | ----- | ----- | -------------- | -------------- | ------ | ------ |
| 2020/21 | Toulouse        | Ligue 2    | 15         | 0          | 3     | 0     | —              | —              | 18     | 0      |
| 2021/22 | Toulouse        | Ligue 2    | 27         | 4          | 1     | 0     | —              | —              | 28     | 4      |
| 2022/23 | Toulouse        | Ligue 1    | 37         | 2          | 3     | 0     | —              | —              | 40     | 2      |
| 2023/24 | → VfB Stuttgart | Bundesliga | 22         | 0          | 2     | 0     | —              | —              | 24     | 0      |
| 2024/25 | VfB Stuttgart   | Bundesliga | 18         | 1          | 3     | 0     | 7              | 0              | 28     | 1      |
| 2024/25 | Stade Rennais   | Ligue 1    | 11         | 0          | 0     | 0     | —              | —              | 11     | 0      |
| Totaal  | Totaal          | Totaal     | 130        | 7          | 12    | 0     | 7              | 0              | 149    | 7      |

Bijgewerkt op 24 juni 2025.

## Erelijst
| Competitie      |          |          |          |          |
| Competitie      | Aantal   | Jaren    |          |          |
| Toulouse        | Toulouse | Toulouse | Toulouse | Toulouse |
| --------------- | -------- | -------- | -------- | -------- |
| Ligue 2         | 1        | 2021/22  |          |          |
| Coupe de France | 1        | 2022/23  |          |          |
| VfB Stuttgart   |          |          |          |          |
| DFB-Pokal       | 1        | 2024/25  |          |          |